# 尾前喜八郎
尾前 喜八郎（おのまえ きはちろう、1938年-）は、日本の陶芸家。鹿児島県姶良市に窯を構えて活動。白薩摩の新たな魅力を引き出した作品が多数表彰される。日本工芸会正会員。鹿児島県美術協会名誉会員（元会長）。

## 経歴
鹿児島県鹿児島市加治屋町生まれ。1957年鹿児島県立甲南高等学校卒業。同高校では美術部に所属した。広告代理店のデザイナーを志望して日本大学芸術学部デザイン科に進学。同大学卒業後に広告代理店出身教授の助手を務めるが、進路を再考。弥生遺跡や薩摩の古窯を廻り、土の温もりを感じさせる土器に触れて、幼少期に父親によく連れられて行った東市来町美山（薩摩焼の最大の産地）の記憶もあって、陶芸の道に入ることを決める。
1965年、鹿児島市下荒田の実家に窯を築き、独学で陶芸創作を始める。身近にある自然のものを土や釉薬の原料として和の雰囲気を醸し出すような作品を作る。1970年九州現代工芸展第一席、1971年鹿児島県美術展文部大臣賞、1972年南日本美術展知事賞など、県内外の賞を受けるようになる。1973年に鹿児島県姶良郡蒲生町下久徳（現・姶良市蒲生町下久徳）に移住し、窯を築く。地元の蒲生和紙を使って制作した彩色陶の作品は土器らしい風合いを持ち、日本伝統工芸展で高い評価を得る。1976年、日本工芸会正会員に推挙される。2010年まで7年間、鹿児島県美術協会会長を務めた。また、美術科のある鹿児島県立松陽高等学校で約20年間陶芸の講師を務める。
毎日新聞社の「現代の陶芸作家20選」のひとりに選ばれる。2014年秋、旭日双光章受章。2017年に地域文化功労者文部科学大臣表彰を、2018年に鹿児島県の県民表彰を受ける。